# Cihan Topaloğlu
Cihan Topaloğlu (* 30. März 1992 in Izmir) ist ein türkischer Fußballtorhüter.

## Karriere
Topaloğlu begann 2005 in der Nachwuchsabteilung von Bozdoğan Belediyespor mit dem Vereinsfußball. 2006 wechselte er in die Nachwuchsabteilung von Balçovaspor und von hier 2008 in den Nachwuchs von Altınordu Izmir. Hier erhielt er 2009 zwar einen Profivertrag, spielte jedoch fast ausschließlich für die Reservemannschaft des Klubs. Im April 2010 absolvierte er eine Partie für die 1. Mannschaft seines Vereins und in der nächsten Saison eine weitere Partie. Seine Mannschaft stieg in dieser Spielzeit durch den Playoff-Sieg in die TFF 2. Lig auf. In dieser Liga befand sich Topaloğlu zwar als Ersatzkeeper im Kader, absolvierte aber keine Pflichtspielpartie.
Zum Sommer 2012 wechselte Topaloğlu zum Amateurklub Bozyaka Yeşiltepespor und spielte hier eine Spielzeit lang. Nach dieser Saison wechselte er zu Gümüşordu Izmir, der Zweitmannschaft von Altınordu Izmir und spielte hier bis zur nächsten Winterpause. In der Winterpause kehrte er zu Altınordu zurück und spielte hier bis zum Saisonende in zwei Drittligapartien.
Sein Klub erreichte zwei Spieltage vor Saisonende Drittligameisterschaft. Dadurch kehrte Altınordu nach 24-jähriger Abstinenz wieder in die TFF 1. Lig, in die zweithöchste türkische Spielklasse, zurück. Für die Rückrunde der Saison 2014/15 wurde er an Tire 1922 Spor, für die Saison 2015/16 an Manisa Büyükşehir Belediyespor und für die Saison 2016/17 an Silivrispor ausgeliehen.
Zur Saisojn 2017/18 wechselte er zum Zweitligisten Çaykur Rizespor. Mit diesem Verein erreichte er zum Saisonende die Meisterschaft der TFF 1. Lig und damit den Aufstieg in die Süper Lig.

## Erfolge
Mit Altınordu Izmir
- Playoff-Sieger der TFF 3. Lig und Aufstieg in die TFF 2. Lig: 2010/11
- Meister der TFF 2. Lig und Aufstieg in die TFF 1. Lig: 2013/14

Mit Çaykur Rizespor
- Meister der TFF 1. Lig und Aufstieg in die Süper Lig: 2017/18